# 빅토리아 (2015년 영화)
빅토리아(Victoria)는 독일에서 제작된 세바스티안 쉬퍼 감독의 2015년 스릴러 영화이다. 라이아 코스타 등이 주연으로 출연하였다.

## 출연

### 주연
- 라이아 코스타
- 프레더릭 라우

### 조연
- 프란츠 로고스키
- 맥스 마우프
- 부락 이깃
- 마틴 고에레즈